# Junko Mihara
Pour les articles homonymes, voir Mihara (homonymie).
Junko Mihara (三原 じゅん子, Mihara Junko), née le 13 septembre 1964 à Tokyo, est une actrice, chanteuse, pilote de course et femme politique japonaise, représentant la préfecture de Kanagawa pour le Parti libéral-démocrate. Mihara commence sa carrière dans le divertissement très jeune, tout d'abord avec une carrière d'enfant actrice, puis de chanteuse, puis de pilote automobile.  
Elle rejoint le monde politique en 2010, avant de devenir vice-ministre de la Santé, du Travail et du Bien-être social dans le gouvernement Suga en 2020. Elle est par la suite nommée au gouvernement Ishiba en 2024, au poste de Ministre chargée de la Politique de l'enfance et de l'égalité des sexes. Sensibilisée aux questions de santé féminine depuis un dépistage de cancer de col de l'utérus en 2008, elle spécialise son activité parlementaire dans les problématiques liées à la santé des femmes, notamment dans un contexte de baisse de natalité au Japon.

## Jeunesse, études et carrière pré-électorale
Mihara naît le 13 septembre 1964 à Itabashi, à Tokyo. Elle commence sa carrière d'enfant acteur dès l'âge de sept ans au sein de la chaîne Toho Toei Television,. Elle obtient son premier rôle en 1979 dans une série de télévision de TV Asahi, Moero Attack !! (ja). La même année, elle décroche un rôle dans le drama Kinpachi-sensei (en), où elle campe un rôle très populaire,. Elle commence une carrière de chanteuse en parallèle, et écrit des chansons populaires en 1984. Son premier album est un succès et se vend à plus de 300 000 exemplaires au Japon.
En 1987, elle devient également pilote automobile, et participe dans de nombreuses courses. Elle participe notamment au Grand Prix de Long Beach en 1998, représentant officiellement le Japon. Elle reste impliquée dans le domaine automobile même après son élection à la Diète, et organise de nombreux championnats au Japon.
Mihara met également en place une maison de retraite et un établissement de soins infirmiers avant sa carrière politique, qu'elle dirige depuis.

## Carrière électorale

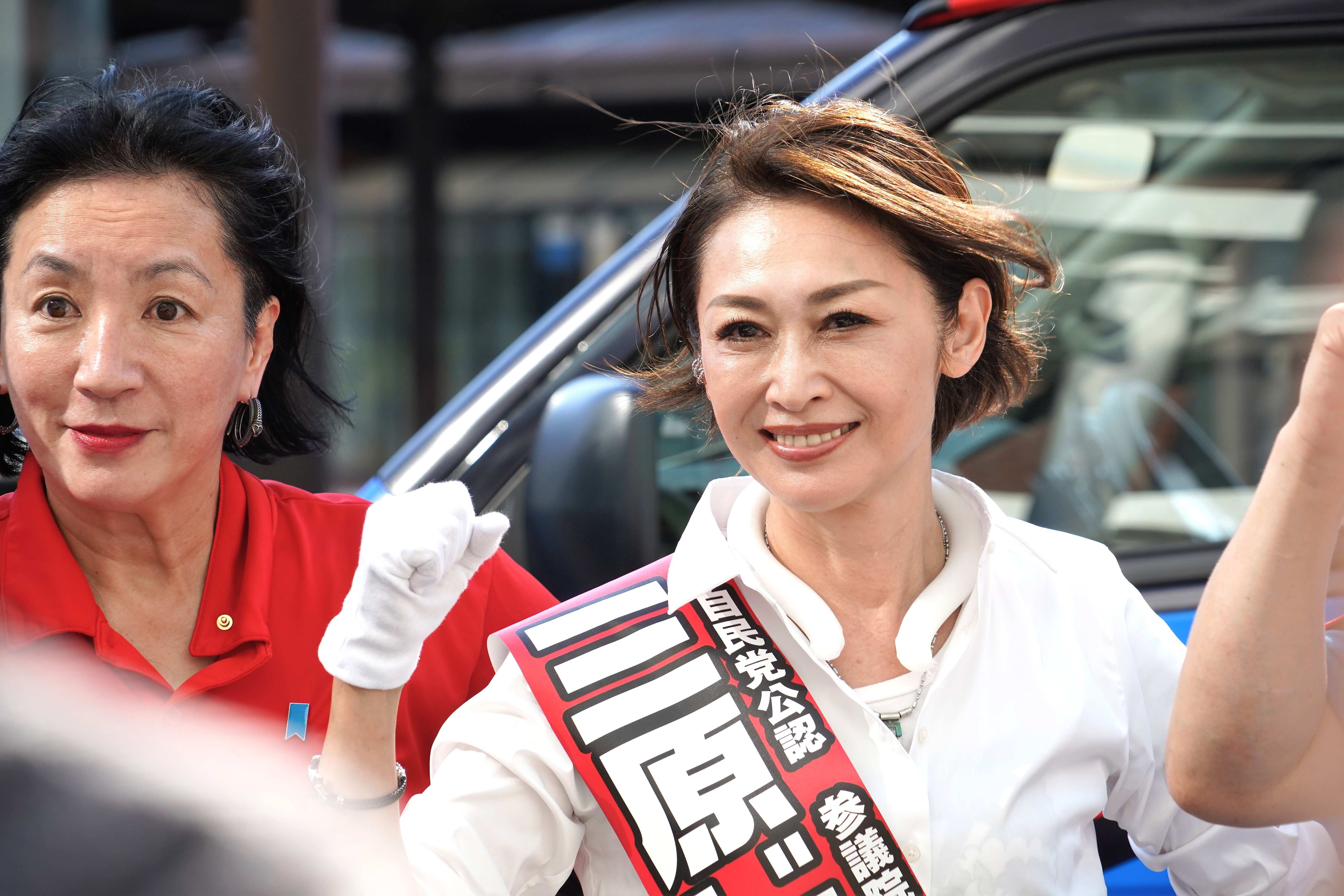
Mihara, lors de sa campagne électorale de 2022.

Mihara rejoint le Parti libéral-démocrate lors de son entrée en politique, lors des élections à la Chambre des conseillers du Japon de 2010 (en), auxquelles elle se présente sous l'investiture de ce dernier. Elle est élue à la suite de ce scrutin, et fait son entrée à la Chambre des conseillers, en tant que représentante de la circonscription proportionnelle. Durant son mandat, elle s'implique notamment dans plusieurs domaines, comme la prévention de la santé féminine, et le dépistage des cancers, mais également dans la lutte contre le revenge porn.
Elle est candidate à sa réélection en 2016, lors des élections à la Chambre des conseillers du Japon de la même année, cette fois dans la circonscription électorale de Kanagawa,, et est de nouveau réélue. En 2020, elle est nommée vice-ministre de la Santé, du Travail et du Bien-être social au sein du gouvernement Suga. Elle est également réélue lors des élections à la Chambre des conseillers du Japon de 2022. Elle est nommée l'année suivante présidente de la commission de la chambre des conseillers sur l'Environnement.
Elle remplace Michiko Ueno à la tête du Bureau des femmes du PLD de 2013 à 2015, puis de 2018 à 2020, avant d'être remplacée par Yumi Yoshikawa,.
En 2024, bien que soutien de Shinjirō Koizumi, Mihara fait son entrée au gouvernement Ishiba, au poste de Ministre chargée de la Politique de l'enfance et de l'égalité des sexes,. 

## Prises de positions
En raison de son histoire personnelle, Mihara est très attachée à la santé reproductive des femmes, et axe ses différentes campagnes électorales autour de cette thématique,. Elle incite fortement les femmes à se faire dépister et vacciner contre le cancer du col de l'utérus, de par son histoire personnelle, mais surtout dans un contexte du déclin de natalité au Japon. Elle plaide également régulièrement pour une meilleure réglementation du tabagisme passif, et est favorable à l'interdiction de fumer en intérieur.
Elle est également favorable à la visite du sanctuaire Yasukuni, sanctuaire shinto, considéré par certains comme l'un des symboles nationalistes du Japon, mais également de son passé colonialiste, par les membres du gouvernement. Elle-même visite régulièrement le sanctuaire.
Comme la majorité des représentants de son parti, elle fait la promotion des Abenomics, politique économique japonaise promue par le Premier ministre Shinzō Abe, qu'elle soutient. Elle estime également que l'énergie nucléaire est nécessaire à la contribution énergétique japonaise pour le moment, même si l'armement nucléaire ne devrait pas être envisagé. En outre, elle souhaite une révision de la Constitution antimilitariste du Japon.
D'un point de vue social, elle répond en 2022 ne pas souhaiter se prononcer sur la nécessité ou non de changer la loi japonaise qui impose aux conjoints de porter le même nom. Par ailleurs, Mihara indique que le Japon n'a pas besoin d'instaurer des quotas de femmes dans la vie politique japonaise. Mihara est également très impliquée dans la lutte contre les violences animales.

## Vie privée
Mihara a été mariée plusieurs fois, une fois à Masahiro Matsunaga (en), pilote automobile dont elle divorce en 1999, et au comédien japonais Nobuya Miyatani (ja), plus connu sous son nom de scène Koala, avant de divorcer en 2007 à cause d'un adultère de son mari.
En 2008, elle est atteinte d'un cancer de l'utérus, plus précisément d'un adénocarcinome utérin.

## Filmographie partielle
- 1980 : Chichi yo haha yo! (父よ母よ！?) de Keisuke Kinoshita : Takiko
- 1982 : Ah! Nomugi toge - Shinryokuhen
- 1982 : Haithîn bugi
- 1983 : Chichi to ko
- 1983 : Nihonkai daikaisen: Umi yukaba
- 1983 : Aitsu to lullaby
- 1986 : Kyabarê
- 1987 : Sagano no yado
- 2000 : Suzuran - Shoujo Moe no monogatari
- 2008 : Rokkunrôru daietto
- 2008 : Mahounoiland Teddy Bear
- 2009 : Benten-dôri no hitobito
- 2010 : Aete yokatta
- 2011 : 3-nen B-gumi Kinpachi sensei: Final